# Пакославице (гмина)
Пакославице (пол. Pakosławice) — сельская гмина (волость) в Польше, входит как административная единица в Нысский повет, Опольское воеводство. Население — 3929 человек (на 2004 год).

## Демография
| Перепись                       | Всего   | Всего | Женщины | Женщины | Мужчины | Мужчины |
| ------------------------------ | ------- | ----- | ------- | ------- | ------- | ------- |
| Единицы                        | человек | %     | человек | %       | человек | %       |
| Население                      | 3929    | 100   | 2028    | 51,6    | 1901    | 48,4    |
| Плотность населения (чел./км²) | 53,1    | 53,1  | 27,4    | 27,4    | 25,7    | 25,7    |

## Сельские округа
1. Бехув
2. Быковице
3. Гошовице
4. Коженквице
5. Новаки
6. Пакославице
7. Реньска-Весь
8. Жимяны
9. Слупице
10. Смолице
11. Стробице

## Поселения
1. Фрончкув
2. Годковице
3. Начкув
4. Прусиновице
5. Радовице
6. Спины
7. Смиловице

## Соседние гмины
1. Гмина Гродкув
2. Гмина Каменник
3. Гмина Ламбиновице
4. Гмина Ныса
5. Гмина Отмухув
6. Гмина Скорошице